# Motiu musical
En música, un motiu és una idea musical curta, un fragment musical o successió de notes destacat, que té una importància especial o és característic d'una composició.
Un motiu pot tenir una o més cèl·lules melòdiques, rítmiques o harmòniques, i és l'element més petit d'un tema musical susceptible de ser analitzat, que conserva una identitat com a idea musical.
Els motius més freqüents són els motius melòdics, definits per una breu fórmula melòdica.
Un motiu associat amb una persona, lloc, o idea s'anomena un leitmotiv. Ocasionalment tal motiu és un criptograma musical del nom implicat.
Hi ha qui distingeix motiu de figura, entenent que un motiu es mostra en primer pla mentre que una figura és al rerefons.

Inici de la Cinquena simfonia de Beethoven, amb el seu famós motiu de quatre notes.

Qualsevol motiu es pot utilitzar per a construir una melodia, tema o obra completa. El desenvolupament musical utilitza una figura clara que posteriorment s'altera i es repeteix al llarg d'una peça o secció d'una peça de música, garantint la seva unitat. Dins la música occidental tal desenvolupament motivic té les seves arrels en les sonates de Domenico Scarlatti i la forma sonata de l'època de Joseph Haydn i Wolfgang Amadeus Mozart. Possiblement fou Ludwig van Beethoven qui elaborà aquesta tècnica en el seu grau màxim: el famós "motiu del destí", el patró de tres notes curtes seguides per una de llarga, que obre la seva Cinquena simfonia i reapareix al llarg de la mateixa n'és l'exemple més conegut.